# 臥底的退隱生活
《臥底的退隱生活》（英語：Out of the Shadow）是香港黑色喜劇動作電影，由高子彬執導，謝安琪、鄧月平、陳毅燊、唐詩詠及鄭丹瑞主演。

## 演員表

### 主要演員
| 演員   | 角色   | 介紹                 |
| 謝安琪 | 杜娟英 | 前警員。朱寶的母親。 |
| 鄧月平 | 朱寶   | 杜娟英的女兒。       |
| 陳毅燊 | 敏俊   | 信徒。熊爺的兒子。   |
| 唐詩詠 | 毛姑姑 | 警員。               |
| 鄭丹瑞 | 熊爺   | 毒販。敏俊的父親。   |

### 其他演員
| 演員   | 角色   | 介紹     |
| 白只   |        | 特別演出 |
| 陳煒   |        | 友情演出 |
| 程仁富 |        |          |
| 關浩傑 |        |          |
| 余香凝 | 周天慧 | 女警。   |

## 製作

### 規劃
電影於2021年開始規劃及進行前期籌備，並由曾執導《殺出個黃昏》的高子彬出任導演，其創作理念以鼓勵在電影上發掘多元題材及對香港電影歴史的尊重為主。

### 拍攝
2022年10月30日，新片舉行開鏡拜神，正式開始電影的拍攝工作。

## 發行
在香港國際影視展2023當中，《臥底的退隱生活》為天下一電影重點推介電影的片單之一。
本片同時入選第19屆大阪亞洲電影節競賽電影，獲邀參展「焦點單元」與「特別聚焦香港」兩個單元，並於2024年3月在大阪舉行世界首映。

## 外部連結
- 臥底的退隱生活的Facebook專頁
- 臥底的退隱生活的Instagram帳戶
- 大阪亞洲電影節官方網站